# Бородкин, Константин Васильевич
Константи́н Васи́льевич Боро́дкин (1904—1970) — советский инженер-конструктор.

## Биография
Родился 1 (14 марта) 1904 года в селе Преображенское (ныне — Южский район, Ивановская область).
После окончания 4-летней школы в 1916—1918 разнорабочий на крахмально-тёрочном заводе Балина (Вязниковский уезд, Владимирская губерния). В 1918—1920 работал в крестьянском хозяйстве родителей. В 1920—1924 годах пильщик, возчик, грузчик лесозаготовительной конторы Иваново-Вознесенского текстильного треста.
Учёба: 1924—1927 рабфак в Иваново, 1927—1930 — механический факультет МВТУ имени Н. Э. Баумана, 1930—1931 — ЛПИ.
В 1931—1933 инженер-проектант Всесоюзного орудийно-арсенального объединения (Москва).
В 1933—1969 работал на Горьковском машиностроительном заводе (завод № 92 имени И. В. Сталина, или «Новое Сормово»). Прошёл путь от руководителя сектора проектирования механосборочных цехов до главного конструктора.
Автор 5 изобретений.
С января 1969 года на пенсии по состоянию здоровья.
Умер 2 мая 1970 года. Похоронен в Горьком на кладбище «Марьина роща».

## Награды и премии
- Сталинская премия первой степени (1946) — за коренное усовершенствование технологии и организацию высокопроизводительного поточного метода производства пушек, обеспечившее значительное увеличение их выпуска при снижении расхода металла и уменьшении потребности в рабочей силе[2]
- Сталинская премия первой степени (1951) — за разработку диффузионных машин и освоение их производства. Постановление СМ СССР № 4964-2148сс/оп от 06.12.1951 года.
- орден «Знак Почёта» (1944) — за заслуги в деле освоения новых видов вооружения.
- три ордена Трудового Красного Знамени (1945 — за успешное выполнение заданий ГКО по организации выпуска вооружения; 1951 — за участие в создании ядерного оружия (РДС-2 и РДС-3; 1961 — за разработку вакуумной установки для алюминирования зеркала телескопа КрАО.
- орден Ленина (1966) — за выполнение семилетнего плана (1959—1965) и внедрение изделий новой техники в производство.
- Бронзовая медаль ВДНХ (1965).
- Серебряная медаль ВДНХ (1968).